# 狗魚目
狗魚目（学名：Esociformes）為脊索动物门輻鳍魚綱的一目。

## 分类
本目下分成2科：
- 狗魚科 Esocidae
- 泥狗魚科 Umbridae